# Ivan Mikulić
Ivan Mikulić (* 8. Mai 1968 in Mostar, Jugoslawien, heute Bosnien und Herzegowina) ist ein kroatischer Sänger.

## Leben und Wirken
Bis 2003 hat er fünfmal am kroatischen Vorentscheid zum Eurovision Song Contest teilgenommen und belegte stets hintere Plätze. Erst bei seinem sechsten Versuch im Jahr 2004 qualifizierte er sich mit dem Song Daješ mi krila und erreichte auch das Finale.
Schließlich belegte er mit dem englischsprachigen Titel You Are The Only One den dreizehnten Platz (Mittelfeld) beim Eurovision Song Contest 2004.
Ivan Mikulić sang bereits in vielen Bands und hat bisher drei CDs veröffentlicht. Ferner spielte er im Musical Jesus Christ Superstar die Hauptrolle. Mikulić ist verheiratet und hat einen Sohn und eine Tochter.